# Clinotanypus lacteus
Clinotanypus lacteus är en tvåvingeart som beskrevs av Freeman 1955. Clinotanypus lacteus ingår i släktet Clinotanypus och familjen fjädermyggor. Inga underarter finns listade i Catalogue of Life.